# Miami FC
The Miami Football Club eller blot Miami FC er et amerikansk fodboldhold med base i Miami i Florida, der spiller i den næstbedste amerikanske række, USL Championship. Holdet blev grundlagt den 20. maj 2015.
Holdet spiller sine hjemmekampe på Riccardo Silva Stadium, der er beliggende på campusområdet ved Florida International University.